# Android Ice Cream Sandwich
Android Ice Cream Sandwich (hay Android 4.0, Android ICS) là phiên bản chính thứ tư của hệ điều hành di động Android được phát triển bởi Google. Ra mắt vào ngày 19 tháng 10 năm 2011, Android 4.0 được xây dựng dựa trên những thay đổi quan trọng được thực hiện bởi bản phát hành Android Honeycomb chỉ dành cho máy tính bảng, trong nỗ lực tạo ra một nền tảng thống nhất cho cả điện thoại thông minh và máy tính bảng. Chiếc điện thoại đầu tiên chạy Android Ice Cream Sandwich là Samsung Galaxy Nexus.
Android 4.0 đã tập trung vào việc đơn giản hóa và hiện đại hóa trải nghiệm Android tổng thể xung quanh một tập hợp nguyên tắc giao diện con người mới. Là một phần của những nỗ lực này, nó đã giới thiệu một giao diện trực quan mới có tên mã là "Holo", được xây dựng xung quanh một thiết kế tối giản, gọn gàng hơn, và một kiểu chữ mặc định mới có tên Roboto. Nó cũng giới thiệu một số tính năng mới khác, bao gồm màn hình chính được làm mới, hỗ trợ near-field communication (NFC) và khả năng 'truyền' nội dung tới người dùng khác bằng công nghệ, trình duyệt web được cập nhật, trình quản lý danh bạ mới tích hợp mạng xã hội, khả năng truy cập máy ảnh và điều khiển phát lại nhạc từ màn hình khoá, hỗ trợ thư thoại trực quan, hệ thống nhận dạng khuôn mặt để mở khóa thiết bị ('Mở khóa bằng khuôn mặt'), khả năng giám sát và giới hạn sử dụng dữ liệu mạng, và các cải tiến nội bộ khác.
Android 4.0 nhận được nhiều đánh giá tích cực từ các nhà phê bình, họ khen ngợi giao diện hệ điều hành được tân trang, gọn gàng hơn so với các phiên bản trước, cùng với các cải thiện về hiệu suất và tính năng. Tuy nhiên, các nhà phê bình vẫn cảm thấy các ứng dụng gốc của Android 4.0 vẫn còn thua kém về chất lượng và tính năng so với các ứng dụng tương đương của bên thứ ba, và một số tính năng mới của hệ điều hành, đặc biệt là "mở khóa bằng khuôn mặt", không cần thiết lắm.
Tính đến  tháng 10 năm 2022, số liệu thống kê do Google đưa ra chỉ ra rằng 0,15% trong số tất cả các thiết bị Android truy cập Google Play chạy Ice Cream Sandwich.

## Phát triển
Kế tiếp phiên bản "Honeycomb" chỉ dành cho máy tính bảng, tại hội nghị Google I/O 2011, phiên bản Android kế tiếp với tên mã "Ice Cream Sandwich" (ICS) đã được ra mắt, nhấn mạnh vào một trải nghiệm người dùng thống nhất cho cả điện thoại thông minh và máy tính bảng. Đến tháng 6 năm 2011, các chi tiết bắt đầu được lộ diện về một chiếc điện thoại Nexus mới của Samsung đi kèm với ICS, với điểm đáng chú ý là sẽ loại bỏ phím điều hướng phần cứng. Vào tháng 8 năm 2011, blog về Android RootzWiki, cũng chia sẻ những tấm hình chiếc điện thoại Nexus S chạy phiên bản ICS, mô tả cách bố trí menu ứng dụng giống như của Honeycomb, và một giao diện mới nhấn mạnh vào màu xanh. Sự kiện ra mắt chính thức của Android 4.0 và chiếc điện thoại Nexus mới ban đầu được dự kiến vào ngày 11 tháng 10 năm 2011 tại hội chợ thương mại CTIA ở San Diego. Tuy nhiên, để tỏ lòng tôn trọng với việc nhà đồng sáng lập Apple Steve Jobs vừa qua đời, Google và Samsung đã dời sự kiện sang ngày 19 tháng 11 năm 2011 tại Hong Kong. Và như vậy, Android 4.0 cùng chiếc điện thoại Galaxy Nexus, đã được chính thức giới thiệu vào ngày 19 tháng 11 năm 2011. Andy Rubin giải thích rằng 4.0 sẽ mang đến trải nghiệm người dùng "hấp dẫn và trực quan" trên cả điện thoại thông minh và máy tính bảng.
Matias Duarte, phó chủ tịch thiết kế của Google, giải thích rằng sự phát triển của Ice Cream Sandwich dựa trên câu hỏi "Linh hồn của máy mới là gì?"; nghiên cứu chỉ ra rằng giao diện hiện tại của Android quá phức tạp, và điều đó đã ngăn người dùng "làm chủ" thiết bị của họ. Diện mạo trực quan tổng thể của Android đã được sắp xếp lại trên Ice Cream Sandwich, dựa trên những thay đổi từ phiên bản Android 3.0 chỉ dành cho máy tính bảng, vốn là dự án đầu tiên của ông ấy tại Google. Duarte thừa nhận rằng nhóm của ông ta đã cắt giảm hỗ trợ cho màn hình nhỏ trên Honeycomb để ưu tiên hỗ trợ máy tính bảng, như ông ta đã muốn các Android OEM "ngừng những điều ngớ ngẩn như mang giao diện điện thoại và kéo dài nó để vừa màn hình máy tính bảng 10-inch." Khi đánh giá các đối thủ cạnh tranh lớn của Android, Duarte cảm thấy rằng giao diện của iOS quá thiên về thiết kế mô phỏng và hào nhoáng, trong khi ngôn ngữ thiết kế Metro của Windows Phone lại trông quá như là "bảng chỉ dẫn nhà vệ sinh công cộng ở sân bay", và cả hai hệ điều hành đều áp đặt quá nhiều "mà không chừa chỗ cho nội dung thể hiện bản thân"." Với Ice Cream Sandwich, nhóm của ông đặt trọng tâm vào việc cung cấp những hướng dẫn thiết kế giao diện để gợi lên một giao diện hiện đại, trong khi vẫn cho phép sự linh hoạt cho các nhà phát triển ứng dụng.
Vào tháng 1 năm 2012, sau sự ra mắt chính thức của Ice Cream Sandwich, Duarte và Google tung ra cổng thông tin Android Design, để giới thiệu các hướng dẫn giao diện con người, những cách thực hành tốt nhất, và các tài nguyên khác cho các nhà phát triển xây dựng ứng dụng Android theo thiết kế của Ice Cream Sandwich.

## Phát hành
Galaxy Nexus là thiết bị Android đầu tiên được cài đặt Android 4.0. Android 4.0.3, được ra mắt vào ngày 16 tháng 12 năm 2011, cung cấp bản sửa lỗi, API mới cho luông mạng xã hội, và các cải tiến nội bộ khác. Vào cùng ngày, Google bắt đầu phát hành Ice Cream Sandwich cho Nexus S, là thiết bị tiền nhiệm của Galaxy Nexus. Tuy nhiên vào ngày 20 tháng 12 năm 2011, quá trình cập nhật cho Nexus S đã tạm dừng lại để công ty có thể "theo dõi phản hồi" liên quan đến việc cập nhật.
Vào ngày 29 tháng 3 năm 2012, Android 4.0.4 được phát hành, hứa hẹn nhiều cải tiến về hiệu suất cho máy ảnh vào xoay màn hình, cùng các sửa lỗi khác.
Hỗ trợ Google Play Services cho 4.0 đã kết thúc vào tháng 2 năm 2019.

## Tính năng

### Thiết kế trực quan
Giao diện người dùng của Android 4.0 tiêu biểu cho sự tiến hóa của thiết kế được giới thiệu từ Honeycomb, mặc dù các yếu tố thẩm mỹ tương lai của Honeycomb đã được thu gọn lại để ưu tiên cho cảm nhận phẳng và sạch hơn với màu xanh, các cạnh cứng hơn, và đổ bóng để tạo độ sâu. Ice Cream Sandwich cũng giới thiệu một font chữ hệ thống mặc định mới, Roboto; được Google tự thiết kế để thay thế cho font chữ Droid, Roboto chủ yếu được tối ưu hóa để sử dụng trên các màn hình điện thoại với độ phân giải cao. Diện mạo trực quan mới của Ice Cream Sandwich được hiện thực bởi bộ thư viện trải nghiệm người dùng (widget toolkit) mang tên "Holo"; để đảm bảo cho việc truy cập thư viện Holo xuyên suốt tất cả các thiết bị, ngay cả khi họ đang dùng một giao diện tùy chỉnh trên thiết bị, tất cả các thiết bị Android được chứng nhận và cài đặt Google Play (trước kia là Android Market) phải cung cấp khả năng cho ứng dụng được sử dụng thư viện Holo chưa bị sửa đổi.
Như với Honeycomb, thiết bị có thể hiển thị những nút điều hướng - "Back", "Home", and "Recent apps" - trên một thanh hệ thuống ở dưới cùng của màn hình, điều này giúp loại bỏ sự cần thiết của các nút vật lý. Nút "Menu" vốn hiện diện trên các thế hệ trước của thiết bị Android nay đã bị loại bỏ, và thay thế bằng các nút khác ngay trên "thanh công cụ" của ứng dụng, và nếu các tùy chọn của menu không vừa trên thanh, nó sẽ được di chuyển sang menu con, đại diện bởi dấu 3 chấm đứng, gọi là "overflow menu". Nút "Tìm kiếm" (Search) cứng cũng bị loại bỏ và thay thế bằng nút trên thanh công cụ. Trên các thiết bị không có nút "Menu", một nút "Menu" tạm sẽ được hiển thị trên màn hình khi ứng dụng đang chạy chưa hỗ trợ cơ chế điều hướng mới. Còn trên thiết bị có nút "Menu", nút "overflow menu" sẽ được ẩn trong ứng dụng và được liên kết với phím "Menu" cứng.

### Trải nghiệm người dùng
Màn hình chủ mặc định của Ice Cream Sandwich hiển thị một thanh Google Search ở trên cùng và xuyên suốt các màn hình, và một dock ở dưới cùng có 5 vị trí, gồm một nút ở giữa để mở khay ứng dụng (app drawer) và 4 vị trí còn lại cho 4 ứng dụng khác. Thư mục ứng dụng có thể được tạo bằng cách kéo một ứng dụng và đưa nó lên trên ứng dụng khác. Khay chứa ứng dụng được chia làm 2 tab: một cho ứng dụng, và một cho widget - các widget sẽ được đặt ở ngoài màn hình chính, và có thể thay đổi kích thước cũng như chứa các nội dung có thể cuộn. Android 4.0 còn tăng cường sử dụng cử chỉ vuốt; ứng dụng và thông báo giờ đây có thể được loại bỏ menu các ứng dụng gần đây (Recent Apps) cũng như khỏi khu vực thông báo bằng cách giữ và trượt chúng, và nhiều ứng dụng gốc và của Google sử dụng giao diện tab mới, cho phép người dùng di chuyển giữa các trang bằng cách chạm vào tên của trang đó, hay là vuốt từ trái sang phải.
Ứng dụng điện thoại được cập nhật với thiết kế Holo, cho phép gửi một tin nhắn đã được tùy chỉnh từ trước để phản hồi cuộc gọi tới, và thư thoại trực quan tích hợp với nhật ký cuộc gọi. Ứng dụng trình duyệt web kết hợp các phiên bản của WebKit và động cơ Javascript V8, hỗ trợ đồng với Google Chrome, có chế độ cho phép tải phiên bản máy để bàn của trang web thay vì phiên bản di động, cũng như duyệt web ngoại tuyến. Phần "Danh bạ" của ứng dụng điện thoại được tách ra thành ứng dụng "People", cung cấp tích hợp với mạng xã hội như Google+ để hiển thị các bài viết mới nhất và đồng bộ danh bạ, ngoài ra còn có hồ sơ "Tôi" dành cho chủ thiết bị. Ứng dụng máy ảnh được thiết kế lại, giảm độ trễ màn chập, cho phép nhận dạng khuôn mặt, chế độ panorama mới, và khả năng chụp ảnh trong khi đang ở chế độ quay phim. Ứng dụng xem ảnh bây giờ kèm thêm các công cụ chỉnh sửa ảnh cơ bản. Màn hình khóa hỗ trợ tính năng nhận dạng khuôn mặt (Face Unlock), bao gồm phím tắt để mở nhanh ứng dụng máy ảnh, và điều khiển âm nhạc. Bàn phím kết hợp với các thuận toán toán tự hoàn thành cải tiến, và cải thiện nhập liệu bằng giọng nói để đọc liên tục. Ngoài ra còn có tính năng chụp ảnh màn hình bằng cách nhấn nút nguồn và phím âm lượng cùng lúc.
Trên các thiết bị hỗ trợ NFC, tính năng "Android Beam" cho phép người dùng chia sẻ nội dung từ các ứng dụng tương tích bằng cách áp mặt sau thiết bị của họ lên mặt sau của thiết bị Android khác mà có hỗ trợ NFC, và sau đó chạm vào màn hình khi được nhắc. Một số ứng dụng hệ thống, đặc biệt là ứng dụng cài sẵn của nhà mạng mà trước kia không thể gỡ được, thì nay có thể vô hiệu hóa. Khi đó các ứng dụng đó sẽ biến mất khỏi danh sách ứng dụng và ngăn không cho khởi động, tuy vậy các ứng dụng đó vẫn còn trong khu lưu trữ. Android 4.0 giới thiệu thêm tính năng quản lý dung lượng dữ liệu sử dụng qua mạng di động; người dùng có thể xem tổng số dữ liệu mà họ đã dùng trong một khoảng thời gian, và xem dữ liệu theo ứng dụng. Dữ liệu chạy nền có thể được vô hiệu hóa toàn bộ, hay theo ứng dụng, và có thể vô hiệu hóa dữ liệu nếu lưu lượng sử dụng đạt đến một ngưỡng nào đó.

### Nền tảng
Android 4.0 kế thừa nền tảng bổ sung từ Honeycomb, và cũng bổ sung hỗ trợ cho cảm biến nhiệt độ và độ ẩm, Bluetooth Health Device Profile, NFC, và Wi-Fi Direct. Hệ điều hành cũng cung cấp hỗ trợ cho nhập liệu bằng bút và chuột, cùng với khả năng truy cập mới, API cho lịch, keychain, kiểm tra lỗi, mạng xã hội, và mạng riêng ảo. Về đa phương tiện, Android 4.0 cũng hỗ trợ thêm cho ADTS AAC, bộ chứa Matroska cho Vorbis và VP8, WebP, streaming của VP8, OpenMAX AL, và HTTP Live Streaming 3.0.

## Sự tiếp nhận
Android 4.0 nhận được nhiều tiếp nhận tích cực khi phát hành:Ars Technica ca ngợi giao diện người dùng Holo đã có "ý thức về bản sắc và sự gắn kết trực quan vốn bị thiếu trước kia" khi so sánh với các phiên bản trước của Android, cũng như tin tưởng rằng phong cách giao diện mới này sẽ giúp cải thiện chất lượng của ứng dụng bên thứ ba. Các ứng dụng gốc của Android 4.0 cũng được khen ngợi vì có tính năng tốt hơn một chút so với các phiên bản trước. Các tính năng khác được ghi nhận, như cải thiện nhập liệu văn bản và giọng nói, điều khiển dữ liệu sử dụng (đặc biệt khi mà việc sử dụng dữ liệu theo gói cước ngày càng tăng), và cải thiện tổng thể về hiệu suất so với Gingerbread. Tuy nhiên, tính năng mởi khóa bằng khuôn mặt (Face Unlock) lại bị chỉ trích vì không cần thiết và không an toàn, và mặc dù đã có nhiều cải thiện trải nghiệm so với các phiên bản trước, vài ứng dụng gốc (như trình duyệt email) vẫn thua kém các ứng dụng thay thế của bên thứ ba.
Engadget cũng thừa nhận sự cải tiến về chất lượng của trải nghiệm Android trên Ice Cream Sandwich, và ca ngợi cảm giác hiện đại của giao diện mới so với Android 2.3, cùng với những tính năng mới được cung cấp trong các ứng dụng gốc của Google cũng như của hệ điều hành. Trong kết luận Engadget cho rằng Android 4.0 là "một hệ điều hành tuyệt đẹp, với hiệu suất tuyệt vời, và hầu như không khiến cho người dùng có cảm giác nửa vời". Tuy nhiên, Engadget cẫn cảm thấy vài tính năng mới của Android 4.0 (như "Face Unlock") như là "phiên bản beta", và ghi nhận thiếu tích hợp Facebook trên ứng dụng "People", và hệ điều hành vẫn chưa trực quan cho người dùng mới như các đối thủ của nó.
PC Magazine thừa nhận sự ảnh hưởng của Windows Phone 7 trên ứng dụng "People" và sự cải thiện điểm hiệu suất cho trình duyệt web, nhưng cũng ghi nhận cả "Android Beam" và "Face Unlock" là chưa cần thiết, và chỉ trích sự thiếu hỗ trợ Adobe Flash của một số ứng dụng khi ra mắt.